# Web reputation
La web reputation, o reputazione sul web, è un'attività di raccolta e monitoraggio di tutto quanto viene detto/pubblicato online, ovvero sul Web, riguardo a un determinato prodotto, servizio, progetto o evento.

## Descrizione
Si tratta di un'attività strategica fondamentale per le aziende e le organizzazioni, perché consente di capire qual è in generale l'opinione diffusa online riguardo alla tematica a cui si è interessati. Il monitoraggio della web reputation può essere un'attività in continuum, qualora si stia svolgendo una determinata attività di comunicazione online e se ne vogliono misurare gli effetti nel tempo, o un'attività istantanea volta a fare una sorta di fotografia della situazione del momento: ad esempio, perché si vuole conoscere l'opinione degli utenti prima di entrare in un determinato mercato. Le attività di web reputation consentono l'analisi di due riferimenti differenti: il primo è rappresentato da opinion leader e stampa, il secondo dagli utenti direttamente interessati. Infatti, attraverso il monitoraggio, le aziende e le organizzazioni interessate possono conoscere in tempo reale eventuali difetti e pregi dei propri prodotti, servizi, progetti o eventi, in quanto gli utenti hanno ormai l'abitudine di recensire online e di condividere con altri utenti le proprie opinioni sulle cose che stanno più a cuore. L'ambito della web reputation è pertanto pluri-disciplinare per sua stessa natura: può essere effettuata sia in modo etico che manipolatorio, e coinvolge aspetti tecnici (rimozione dei risultati di ricerca diffamatori, ad esempio), aspetti comunicativi (gestione e risposta alle recensioni negative) e in alcuni casi addirittura legali.
La verifica della propria reputazione online non riguarda solo aziende e organizzazioni; sono i personaggi pubblici, infatti, i primi ad utilizzare questo servizio, seguiti dalle aziende che vendono i propri prodotti o servizi on line e quelle vendono tecnologie, divertimento, alimentazione e benessere. Come per le Digital PR, da qualche anno anche le aziende farmaceutiche e quelle legate al mondo della salute, hanno cominciato a servirsi di questo tipo di analisi per verificare l'opinione degli utenti riguardo ai proprio farmaci e dispositivi medici. In ambito commerciale, Forbes ha confermato l'importanza della web reputation per le aziende: Il 90% dei consumatori legge le recensioni online prima di rivolgersi ad una compagnia, e le opinioni sul web hanno dimostrato di influenzare più del 67% delle decisioni d'acquisto. Il 91% dei consumatori adulti online utilizza i motori di ricerca per informarsi, e il 93% degli utenti non consulta mai la seconda pagina della SERP. Le aziende che hanno ricevuto un solo feedback negativo rischiano di perdere il 22% dei loro clienti mentre due tali pareri sulla prima pagina dei risultati di ricerca fanno sparire il 44% dei clienti. Questa cifra aumenta drasticamente fino al 70% se un individuo vede 3 o più elementi del contenuto negativo. Per compensare un feedback negativo, ci vogliono 40 pareri positivi. Le aziende devono monitorare i commenti sui loro servizi lasciati dagli utenti – 24 ore su 24.
Nel 2012 è stato pubblicato l'articolo “La ricerca sulle social media nella pubblicità, comunicazione, marketing e relazioni pubbliche”. Secondo il documento, la gestione degli affari online è diventata parte delle attività di marketing delle imprese, siccome le recensioni e le accuse nei confronti di qualsiasi famosa azienda sono in grado di rovinare la sua reputazione. Al momento, la reputazione di un'impresa dipende sostanzialmente dai clienti perché sono proprio loro a poter migliorarla oppure rovinarla. Tuttavia, un'impresa può far sì che il suo pubblico target nelle reti sociali cambi radicalmente la sua opinione.
L'aspetto pratico della gestione della reputazione solleva numerose questioni etiche. Ci sono diverse opinioni su dove bisogna disegnare la linea di demarcazione tra la divulgazione e la censura. Si sa che i dipendenti di parecchie aziende pretendono di essere dei blogger sui siti web di terzi, senza rivelare di essere pagati per la loro missione. Tra l'altro, alcune aziende vengono criticate per le loro richieste agli amministratori dei siti di cancellare i commenti negativi. Dunque, lo smascheramento della gestione scorretta della reputazione può in sé essere pericoloso per un'impresa che lo sta facendo.

### Mezzi di monitoraggio
L'analisi della web reputation viene svolta analizzando primariamente
- Google, Yahoo e gli altri motori di ricerca
- Comunità virtuale
- Blog e forum generalisti e tematici
- Reti sociali e media sociali in generale
- Testate e riviste on line sia generaliste che di settore

### Attività
Le attività essenziali di chi si occupa di web reputation sono principalmente: 
- Creazione di un'identità digitale[15]
- Verifica costante e continua delle piattaforme e delle comunità che si occupano del tema
- La creazione di report periodici
- L'identificazione di eventuali aree di miglioramento
- La stesura di una strategia
- La realizzazione di interventi migliorativi e correttivi attraverso gli strumenti delle Digital PR [3]
- L'individuazione di alcuni indicatori per valutare il proprio lavoro

## Web reputation manager
L'E-Reputation Manager o web reputation manager, rappresenta una figura chiave nel panorama digitale moderno, essendo specializzato nella gestione dell'Identità Digitale e della Reputazione Online di aziende, personaggi pubblici, dirigenti e privati. Questo professionista opera nel campo del reputation management o web reputation management, noto anche come gestione della reputazione digitale, una disciplina riconosciuta e normata in Italia sin dal 2006 con il supporto di IWA, che ha definito missione, compiti, competenze, abilità e conoscenze di queste figure professionali.

### Competenze dell'E-Reputation Manager
L'E-Reputation Manager possiede competenze multidisciplinari che spaziano dalla comunicazione al marketing, dalla sociologia alle relazioni pubbliche, dalla psicologia dei consumi al digital marketing.
Ha anche competenze in programmazione informatica, comprendendo aspetti come il web design, il posizionamento sui motori di ricerca, e la user experience.
Non meno importanti sono le conoscenze in ambito giuridico, come il diritto all'oblio, la protezione dei dati personali e la privacy, nonché la tutela dell'immagine e della reputazione.
Questa figura è inoltre esperta nell'analisi dei dati provenienti dai social media, web analytics, web advertising e nei modelli di analisi.

### Attività Principali di un consulente della reputazione
Le principali attività dell'E-Reputation Manager riguardano la costruzione e la tutela dell'Identità Digitale e della Reputazione Online, oltre al monitoraggio costante delle informazioni presenti sul web. Questo professionista misura la percezione delle informazioni relative all'identità digitale e alla reputazione online del cliente, influenzando positivamente i pubblici di riferimento attraverso strategie comunicative efficaci. In altre parole, lavora con le informazioni per modellare la percezione e l'influenza sugli utenti.

### Requisiti e Competenze Necessarie
Un E-Reputation Manager deve essere un vero e proprio studioso di comunicazione, informatica, diritto e analisi dei dati. Deve comprendere le dinamiche della psicologia di massa e i bias cognitivi che possono influenzare le percezioni umane, oltre a conoscere approfonditamente il mondo digitale, i social network, le loro minacce e opportunità. Si tratta di una figura che agisce come regista, analista, difensore della reputazione e creativo comunicatore.

### Relazione con le Fake News
L'E-Reputation Manager svolge un ruolo cruciale nel prevenire e contrastare l'influenza negativa delle Fake News, lavorando per proteggere l'immagine dei suoi clienti da informazioni false che possono viaggiare sul web.
Questa figura professionale è impegnata a combattere la manipolazione informativa e a insegnare alle generazioni presenti e future come difendersi dalle conseguenze negative delle bufale online, contribuendo a promuovere un uso consapevole e positivo del web.
Il web reputation manager è una figura indispensabile nell'era digitale, incaricata di salvaguardare e promuovere l'immagine online di individui e organizzazioni, mitigando i rischi associati alla diffusione di informazioni negative o false su Internet, che possono creare pregiudizi ingiusti.